# Костино (Янаульський район)
Ко́стино (рос. Костино, башк. Костин) — присілок у складі Янаульського району Башкортостану, Росія. Входить до складу Первомайської сільської ради.
Населення — 158 осіб (2010; 183 у 2002).
Національний склад:
- башкири — 53 %
- татари — 40 %